# Pellona
Pellona is een geslacht van straalvinnige vissen uit de familie van haringen (Clupeidae). Het geslacht is voor het eerst wetenschappelijk beschreven in 1847 door Cuvier & Valenciennes.

## Soorten
- Pellona altamazonica Cope, 1872
- Pellona castelnaeana Valenciennes, 1847
- Pellona ditchela Valenciennes, 1847
- Pellona dayi Wongratana, 1983
- Pellona flavipinnis (Valenciennes, 1837)
- Pellona harroweri (Fowler, 1917)